# 定經草
定經草（学名：Lindernia anagallis），又名长蒴母草、珠仔草，为母草科母草属下的一种一年生草本植物，分佈于中國大陸南部，茎长10至30厘米，卵形单叶对生，总状花序，綠萼，白或淡紫色花，花期7至10月，結蒴果。全草入藥，有清热消肿，利水通淋的功效，可用來治療痈疽肿毒、风热目痛、白带、淋病以及痢疾。

## 扩展阅读
- 維基物種上的相關：定經草